# Siebte Impressionisten-Ausstellung 1882

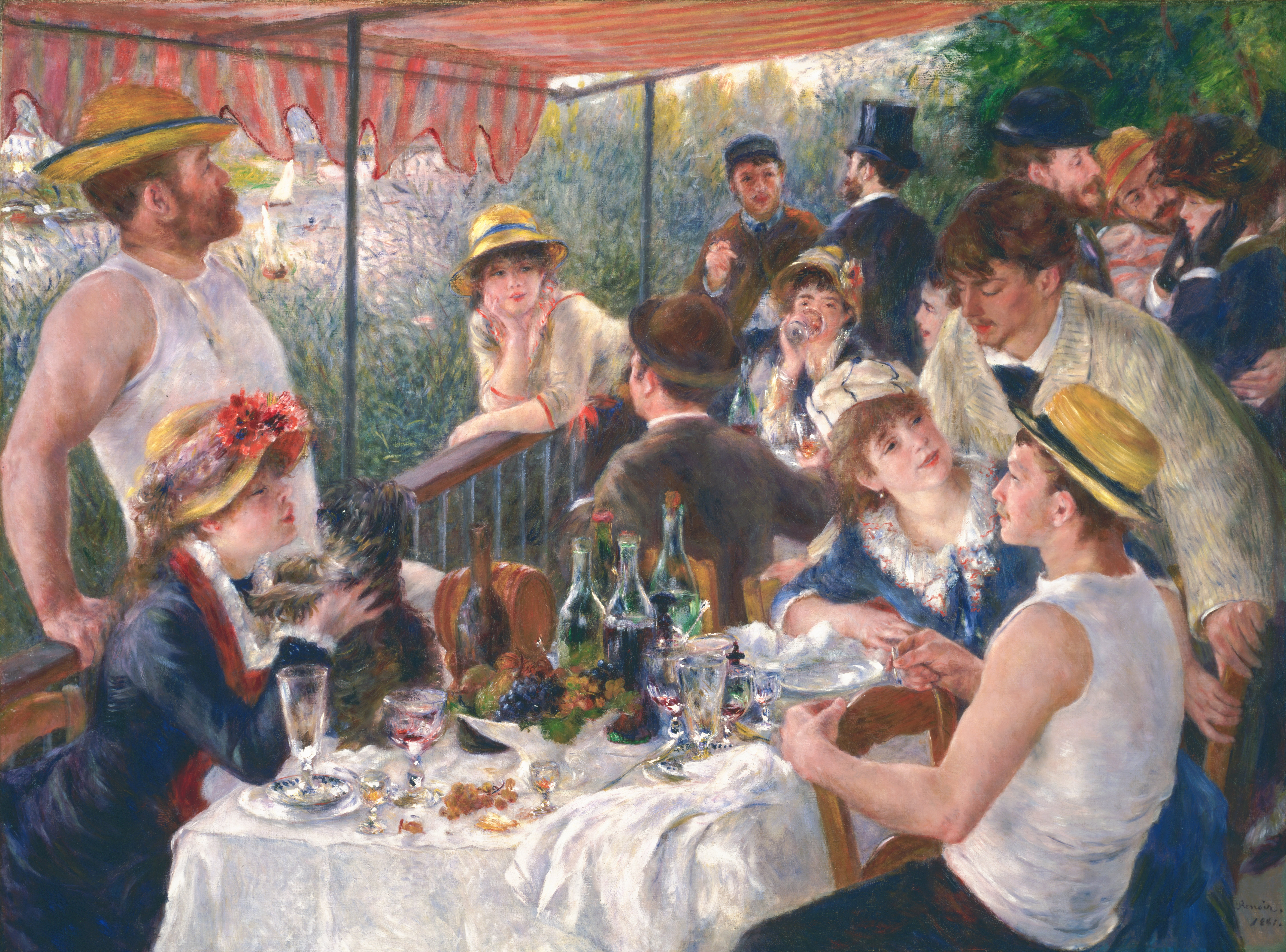
Pierre-Auguste Renoir: Le déjeuner des canotiers (Luncheon of the Boating Party), 1880/1881. Phillips Collection, Washington, D.C.

Die siebte Impressionisten-Ausstellung (von insgesamt acht Ausstellungen) fand vom 1. bis 31. März 1882 im ersten Stock eines Gebäudes an der 251, rue Saint-Honoré in Paris statt. Sie wird im Ausstellungskatalog als Exposition des artistes indépendants (Ausstellung unabhängiger Künstler) bezeichnet. Bei der siebten „Impressionisten-Ausstellung“ 1882 stellen nur 9 Teilnehmer 212 Werke (203 Katalognummern) aus. Edgar Degas und seine Freunde lehnen eine Teilnahme ab. Gustave Caillebotte, Claude Monet, Pierre-Auguste Renoir und Alfred Sisley kehrten nach mehrjähriger Abwesenheit zurück. Die Veranstaltung wurde in einer großen Halle organisiert, die mit Gobelins dekoriert war. Die Hängung erfolgte in drei Reihen. Der Lichtverhältnisse wurden allgemein als gut beurteilt. Die französische Presse nahm die siebte Impressionisten-Ausstellung im Jahr 1882 überwiegend positiv auf, insbesondere hinsichtlich der stilistischen Kohärenz der ausgestellten Werke. Kritik wurde hingegen am Ausstellungsdekor geäußert. Die Ausstellung gilt als eine der letzten gemeinsamen Manifestationen der Gruppe vor deren fortschreitender Individualisierung.

## Organisation
Die Initiative zur Ausstellung ging im Herbst 1881 von Gustave Caillebotte aus. Die organisatorischen Vorbereitungen waren geprägt von inneren Spannungen. Caillebotte bestand auf dem Ausschluss von Jean-François Raffaëlli, einem Protegé von Edgar Degas, was Degas’ Rückzug zur Folge hatte. Mary Cassatt, Henri Rouart, Giuseppe De Nittis und Charles Tillot folgten Degas aus Solidarität. Trotz Nichtteilnahme bezahlten Degas und Rouart ihre Beiträge. Paul Gauguin wurde von Caillebotte ebenfalls in Frage gestellt, jedoch bestand Camille Pissarro auf dessen Teilnahme. Gauguin drohte Pissarro, dessen Zukunft zu gefährden, falls er sich nicht aktiv einsetze. Letztlich wurde Gauguin in die Ausstellung aufgenommen. Trotz interner Spannungen und personeller Verluste galt die Ausstellung als ein organisatorischer Erfolg, insbesondere da es Caillebotte innerhalb weniger Tage gelang, bedeutende Impressionisten wie Monet, Renoir, Sisley und Morisot zur Teilnahme zu bewegen. Die Ausstellung war maßgeblich vom Engagement und der Entschlossenheit von Paul Durand-Ruel getragen.

## Teilnehmer

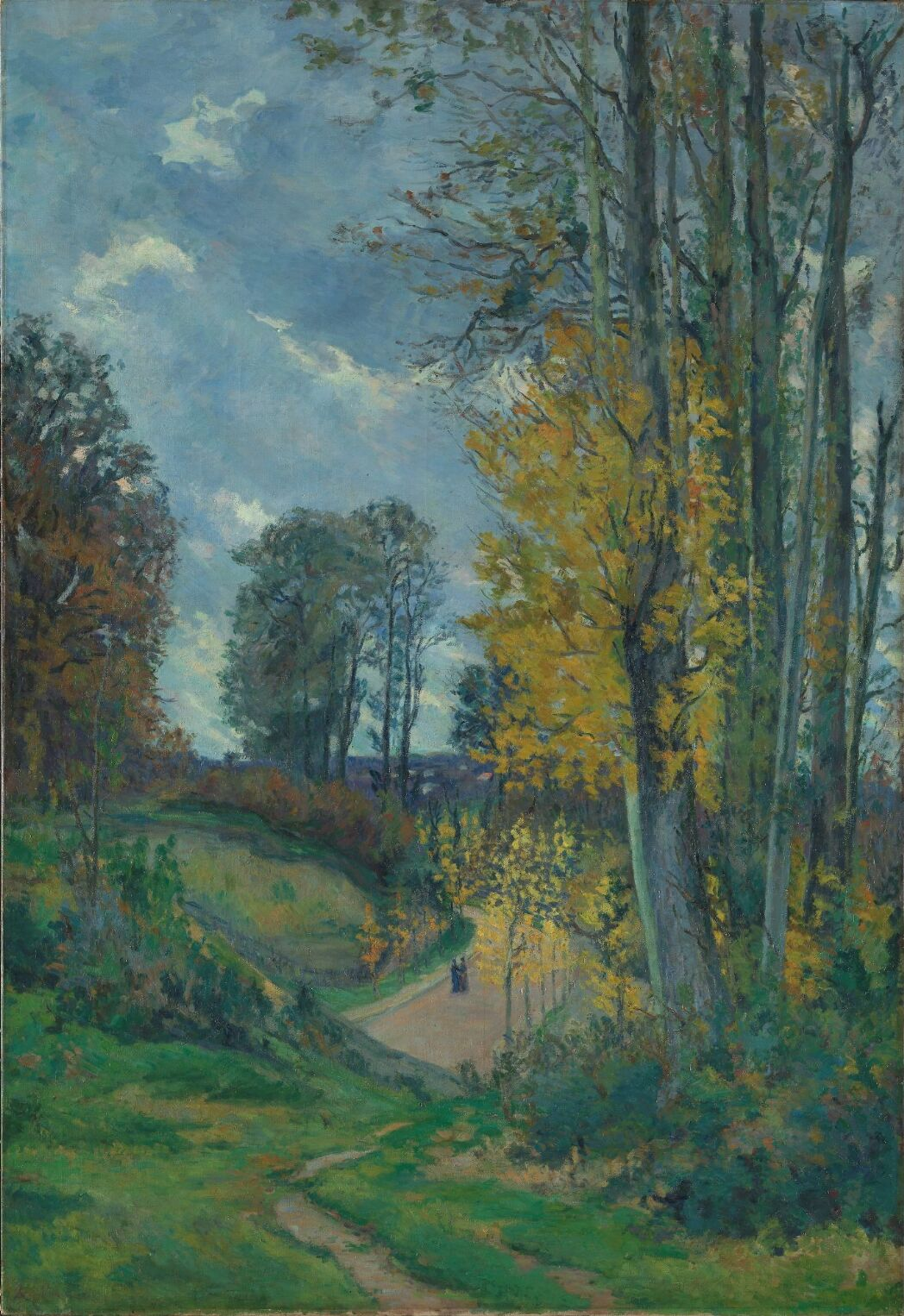
Armand Guillaumin: Vallée de Chevreuse im Herbst, ca. 1876, Öl auf Leinwand, 180 × 123 cm. Nasjonalmuseet, Oslo, Norwegen

Folgende Künstler nahmen teil (Anzahl der Werke im Katalog in Klammern): Claude Monet (35), Pierre-Auguste Renoir (25), Camille Pissarro (36), Alfred Sisley (27), Gustave Caillebotte (17), Berthe Morisot (9) Armand Guillaumin (26), Paul Gauguin (13) und Victor Vignon (15).
Paul Durand-Ruel, der Kunsthändler, spielte eine entscheidende Rolle. Sein Agent Portier fand den Ausstellungsort. Angesichts der Insolvenz der ihn unterstützenden Bank war Durand-Ruel auf die Ausstellung angewiesen, um seine Investitionen in Werke von Monet, Renoir und Sisley zu sichern. Er setzte sich intensiv dafür ein, dass insbesondere Monet teilnahm. In Briefen äußerte er Kritik an Caillebotte, dessen Werke er als „exzentrisch“ empfand, sowie Bedauern über Degas’ Absage. Renoir zeigte sich zunächst zurückhaltend, da er gleichzeitig am offiziellen Salon de Paris teilnehmen wollte, was durch Durand-Ruels Druck dennoch zu seiner Beteiligung führte. Caillebotte übernahm erneut die Hängung der Werke, was von zeitgenössischen Beobachtern hervorgehoben wurde. Édouard Manet wurde von Pissarro eingeladen, lehnte aber wie bei früheren Ausstellungen ab. Paul Cézanne nahm ebenfalls nicht teil und reichte stattdessen ein Porträt (vermutlich seines Vaters) beim Salon ein, das dort angenommen wurde.

## Rezeption

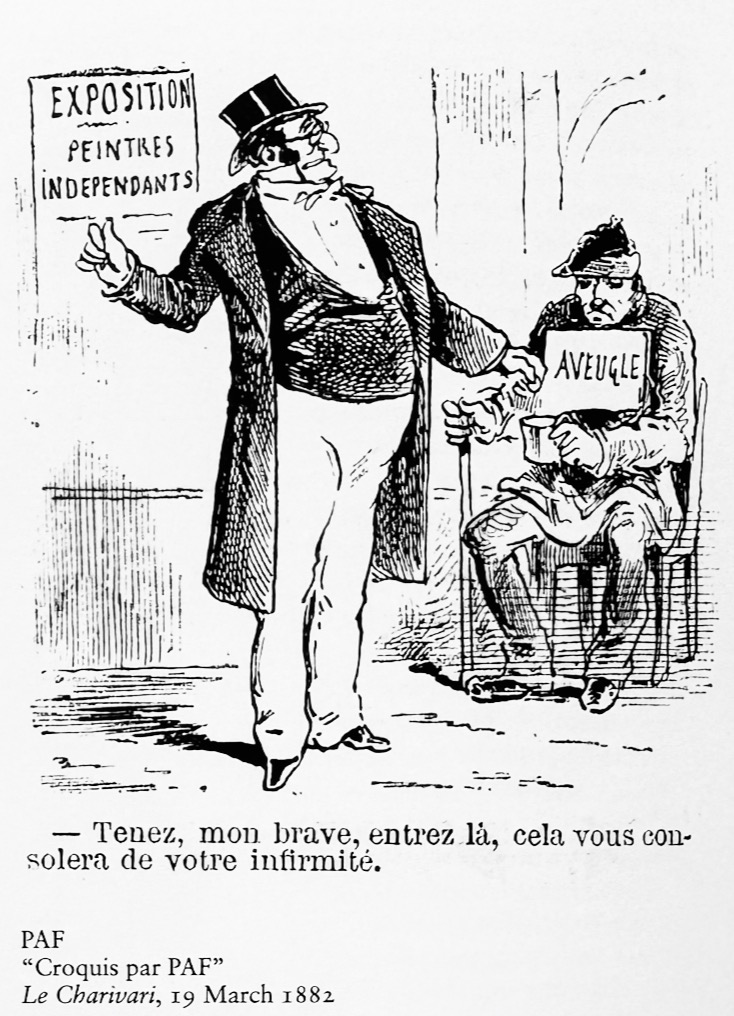
PAF, Croquis par PAF, Le Charivari, 19. März 1882: – Tenez, mon brave, entrez là, cela vous consolera de votre infirmité. (Hier, mein Lieber, treten Sie ein, das wird Sie über Ihre Behinderung hinwegtrösten.)

Émile Hennequin lobte die Ausstellung am 11. März 1882 in der „Revue littéraire et artistique“ als eine „Schule“, in der ein klar erkennbarer gemeinsamer Stil sichtbar werde. Die Zeitung La Gazette de France (Ausgabe vom 21. März 1882) und die Zeitschrift Le Français (Ausgabe vom 7. März 1882) spotteten hingegen über das Ausstellungsdekor. Besonders kritisiert wurden die alten Wandteppiche, die zur Ausschmückung der Halle verwendet wurden und als ansprechender als manche der ausgestellten Werke galten.
Ein Journalist der Gazette de France beschrieb Caillebotte als äußerst engagiert beim Aufhängen der Werke, während Pissarro als erschöpft dargestellt wurde. Eugène Manet, der Ehemann von Berthe Morisot, berichtete in einem Brief, dass er am Morgen des Ausstellungstags persönlich anwesend war, um den Aufbau zu überwachen. Er äußerte sich differenziert über die ausgestellten Werke: Eine Landschaft von Alfred Sisley nannte er ein „wahrhaftes Meisterwerk“, Pissarros Figuren lobte er, während er bei Claude Monet sowohl schwache als auch ausgezeichnete Werke erkannte. Auch Caillebottes Beiträge wurden lobend erwähnt.
Zeitgenössische Beobachter stellten fest, dass sich die ursprünglich heterogene Gruppe zu einer stilistisch geschlossenen Gemeinschaft entwickelt hatte. Gleichzeitig wurde das Ende des kollektiven Zusammenschlusses spürbar, da einzelne Künstler begannen, sich auf Einzelausstellungen und den Kunstmarkt zu konzentrieren.

### Ausstellungskataloge
- 1874: Société Anonyme Des Artistes Peintres, Sculpteurs, Graveurs, etc. Premiere Exposition 1874
- 1876: Catalogue de la 2e exposition de peinture
- 1877: Catalogue de la 3e exposition de peinture
- 1879: Catalogue de la 4e exposition de peinture
- 1880: Catalogue de la 5me exposition de peinture
- 1881: Catalogue de la 6me exposition de peinture
- 1882:  Catalogue de la 7e exposition des artistes indépendants
- 1886: Catalogue de la 8e exposition de peinture

### Deutschsprachige Literatur
- Jean Selz: DuMont’s kleines Lexikon des Impressionismus. DuMont, Köln 1977, ISBN 3-7701-0860-4.
- Sophie Monneret: L’impressionnisme et son époque. Dictionnaire international illustré. Denoël, Paris 1978.
- John Rewald: Die Geschichte des Impressionismus. DuMont, Köln 1986, ISBN 3-7701-1166-4.
- Hans Körner: Edouard Manet, Dandy, Flaneur, Maler. Fink, München 1996, ISBN 3-7705-2931-6.
- Iris Schaefer, Caroline von Saint-George, Katja Lewerentz: Impressionismus, wie das Licht auf die Leinwand kam. Ausstellungskatalog Wallraf-Richartz-Museum & Fondation Corboud, Köln 2008, ISBN 978-88-6130-611-0.
- Norbert Wolf: Die Kunst des Salons: Malerei im 19. Jahrhundert. Prestel, München 2012, ISBN 978-3-7913-4625-0.
- Felix Krämer (Hrsg.): Monet und die Geburt des Impressionismus. Ausstellungskatalog Städel Museum, Prestel, München 2015, ISBN 978-3-7913-5414-9.

### Französische und englischsprachige Literatur
- Ruth Berson (Hrsg.): The New Painting: Impressionism 1874–1886. Documentation, 2 Bände. Band 1: Reviews, Band 2: Exhibited works. San Francisco, 1996 (eine umfassende Darstellung des Themas ist hier zu finden).
- Achille Segard: Mary Cassatt : un peintre des enfants et des mères, 1913
- Adolphe Tabarant: Manet et ses œuvres, Paris, 1947
- Adolphe Tabarant: Pissarro, Paris, 1924
- Ambroise Vollard: Auguste Renoir, Paris, 1920
- Ambroise Vollard: Degas, Paris, 1924
- Ambroise Vollard: En écoutant Cézanne, Degas, Renoir, Paris, 1938
- Ambroise Vollard: Paul Cézanne, Paris, 1914
- Ambroise Vollard: Souvenirs d’un marchand de tableaux, Paris, Editions Albin-Michel, 1937
- Anne Distel, Anne Dayez, Michel Hoog, Charles S. Moffett: Impressionism, a centenary exhibition. Ausstellungskatalog Metropolitan Museum of Art, New York 1974, ISBN 0-87099-097-7.
- Antonin Proust: Edouard Manet. Souvenirs, Paris, 1913
- Arsène Alexandre: Durand-Ruel. Portrait et histoire d’un marchand, dans Pan, Berlin, novembre 1911
- Berhaut Marie: Caillebotte. Sa vie et son œuvre. Catalogue raisonné des peintures et pastels, 1978
- Camille Mauclair: L'impressionnisme : son histoire, son esthétique, ses maîtres, Paris, 1904
- Camille Mauclair: Trois crises de l'art actuel, Paris, 1906
- Carol Armstrong: Manet Manette. Yale University Press, New Haven 2002, ISBN 0-300-09658-5.
- Caroline Genet-Bondeville – Marianne Delafond: Berthe Morisot ou l’audace raisonnée, Paris, 1997
- Claude Monet: Mon histoire, recueillie par Thiébault-Sisson, Paris, 1998
- Daniel Halévy: Degas parle..., Paris-Genève, 1960
- Daniel Wildenstein: Claude Monet. Biographie et catalogue raisonné, Genève, 1974–1991
- Daniel Wildenstein: Monet ou le Triomphe de l’Impressionnisme, Cologne, 2003
- Denys Rioult: Les Écrivains devant l’impressionnisme : Armand Silvestre, Philippe Burty, Jules-Antoine Castagnary, Ernest Chesneau, Jules Claretie, Stéphane Mallarmé, Félix Fénéon, Paris, 1995
- Diego Martelli: Les impressionnistes et l’art moderne, textes réunis et annotés par Francesca Errico, Paris, 1979
- Edgar Allan Poe: Poèmes, traduction de Stéphane Mallarmé, avec portrait et fleuron par Edouard Manet, Paris, 1888
- Edmond Bazire: Manet, Illustrations d'après les originaux et gravures de Guérard, Paris, 1884
- Edmond Duranty: La nouvelle peinture : à propos du groupe d'artistes qui expose dans les galeries Durand-Ruel, Paris, 1876
- Émile Verhaeren: Sensations, Paris, 1928
- Émile Zola: Éd. Manet : étude biographique et critique, Paris, 1867
- Émile Zola: Exposition des œuvres de Edouard Manet : catalogue, Paris, 1884
- Émile Zola: Pour Manet, Paris, 1989
- Ernest Hoschedé: Brelan de salons, Paris, 1890
- Ernest Hoschedé: Impressions de mon voyage au Salon de 1882, Paris, 1882
- Félix Bracquemond: Du dessin et de la couleur, Paris, 1885
- Félix Fénéon: Les Impressionnistes en 1886, Paris, 1886 Florence Naugretten – Gérard Gengembre – Yvan Leclerc: Impressionnisme et littérature, Mont-Saint-Aignan, 2012
- Francesca Errico (Hrsg.): Diego Martelli, Les impressionnistes et l’art moderne, Paris, 1979
- Gary Tinterow, Henry Loyrette: Origins of Impressionism. Abrams, New York 1994, ISBN 0-8109-6485-6.
- George Moore: Modern Painting, 1893
- Georges Rivière: Le Maître Paul Cezanne, Paris, 1923
- Georges Rivière: Mr. Degas, bourgeois de Paris, Paris, 1935
- Georges Rivière: Renoir et ses amis, Paris, 1921
- Georges Serret – Dominique Fabiani: Armand Guillaumin (1841–1927), Catalogue raisonné de l'œuvre peint, Paris, 1971
- George T.M. Shackelford – Hayes Paul Tucker – Mary Anne Stevens: Monet au XXe siècle, Yale, 1998
- Gerard Gengembre – Yvan Leclerc – Florence Naugretten: Impressionnisme et littérature, Mont-Saint-Aignan, 2012
- Godfey Blundel et Maria Blundel: Journal de l’impressionnisme, Genève, 1973
- Gustave Cahen: Eugène Boudin, sa vie et son œuvre, Paris, 1900
- Gustave Cocquiot: Cubistes, futuristes, passéistes, Paris, 1914
- Gustave Geffroy: Claude Monet, sa vie, son temps, son œuvre, Paris, 1923
- Gustave Geffroy: Sisley, Paris, 1923
- Gustave Gachet: Deux Amis des Impressionnistes, le Dr Gachet et Murer, Paris, 1956
- Hélène Adhémar: Chronologie Impressionniste, 1863–1905, Paris, 1981
- Hean Leymarie – Michel Mellot: Les Gravures des impressionnistes, Paris, 1971
- Isolde Pludermacher: Eugène Boudin. Lettres à Ferdinand Martin (1861–1870), Honfleur, 2011
- James McNeill Whistler: Le Ten o’clock, traduction française de Stéphane Mallarmé, Paris, 1888
- Jean-Aubry G.: Eugène Boudin d'après des documents inédits, Paris, 1922
- Joris-Karl Huysmans: Certains, Paris, 1898
- Joris-Karl Huysmans: Ecrits sur l’art : 1867–1905, Paris, 2006
- Joris-Karl Huysmans: L’Art moderne, Paris, 1902
- Julie Manet: Journal, 1893–1899, 1987
- Juliet Wilson-Bareau: Manet par lui-même, Paris, 1991
- Laurent Manœuvre: Impressionnistes au féminin, Rouen, 2016
- Laurent Manœuvre: Mary Cassatt, Paris, 2018
- Laurent Manœuvre: Petit dictionnaire autobiographique Eugène Boudin, Paris, 2014
- Lionello Venturi: Les archives de l’impressionnisme, Paris, New York, 1939
- Louisine Havemeyer: Sixteen to sixty : memoirs of a collector, New York, 1961
- Marc Elder: À Giverny, chez Claude Monet, Paris, 1924
- Marcel Guérin: J.L. Forain, aquafortiste, Paris, 1912
- Marcel Guérin: L’œuvre gravé de Manet, Paris, 1944
- Marie Berhaut: Caillebotte. Sa vie et son œuvre, Catalogue raisonné, 1978
- Mary Pittaluga – Enrico Piceni: De Nittis, Milan, 1963
- Nancy Mowll Mathews: Cassatt and her circle, New York, 1984
- Nancy Mowll Mathews: Mary Cassatt : a life, 1994
- Octave Mirbeau: Des artistes, Deuxième série, Paris, 1922–1924
- Octave Mirbeau: Des artistes, Première série, Paris, 1922–1924
- Olivier Daulte – Manuel Dupertuis: Stéphane Mallarmé – Berthe Morisot, Correspondance, Paris, 2009
- Paul Cézanne: Correspondance, Paris, 1978
- Paul Duval: Canadian impressionism, Toronto, 1990
- Paul Gauguin: Oviri, écrits d’un sauvage, Paris, 1973
- Paul Valéry: Degas, danse, dessin, Paris, 1965
- Pierre Auguste Renoir: Ecrits, entretiens et lettres sur l’art, Paris, 2002
- Ruth Berson: The New Painting : Impressionism 1874–1886, Documentation, Seattle, 1996
- Stéphane Mallarmé: Autobiographie – Lettre à Verlaine, Paris, 1991
- Stéphane Mallarmé: Pages, avec un frontispice à l'eau forte par Renoir, Paris, 1891
- Stéphane Mallarmé: Vers et prose, Paris, 1893
- Théodore Duret: Histoire de Édouard Manet et de son œuvre, Paris, 1906
- Théodore Duret: Histoire de J. Mc N. Whistler et de son œuvre, Paris, 1904
- Théodore Duret: Histoire des peintres impressionnistes, Paris, 1906
- Théodore Duret: Le Peintre Claude Monet, Paris, 1880
- Théodore Duret: Les peintres impressionnistes, Paris, 1878
- Yvan Leclerc – Gérard Gengembre – Florence Naugretten: Impressionnisme et littérature, Mont-Saint-Aignan, 2012